# ウェスト＝フランデレン州
ウェスト＝フランデレン州 (ウェスト＝フランデレンしゅう、ウェスト＝フラーンデレン州、西フランデレンとも、オランダ語: West-Vlaanderen [ˌʋɛst ˈflaːndərə(n)] ( 音声ファイル)、西フラマン語: West Vloandern、フランス語: (Province de) Flandre-Occidentale) は、ベルギー北西部のフランデレン地域に位置する州。州都はブルッヘ。北側から時計回りにオランダ王国とオースト＝フランデレン、エノーの各州、フランス、北海に接する。ベルギーの州のうち海（北海）に面する唯一の州である。

## 行政区
州は8つの行政区で構成され、基礎自治体の総数は64。
- ブルッヘ行政区（英語版）
- ディクスムイデ行政区（英語版）
- オーステンデ行政区（英語版）
- ルーセラーレ行政区（英語版）
- ティールト行政区（英語版）
- コルトレイク行政区（英語版）
- イーペル行政区（英語版）
- フールネ行政区（英語版）

## 基礎自治体
| 1. アルフェリンゲム 2. アンゼゲム 3. アルドーイ 4. アフェルゲム 5. ベールネム 6. ブランケンベルゲ 7. ブレーデネ 8. ブルッヘ 9. ダンメ 10. デ・ハーン 11. デ・パンネ 12. デーアレイク 13. デンテルゲム 14. ディクスムイデ 15. ギステル 16. ハーレルベルケ 17. フーフェルラント 18. ホーフレーデ 19. ハウトフルスト 20. イフテゲム 21. イーペル 22. インゲルムンステル 23. イゼゲム 24. ヤブベーケ 25. クノック＝ヘイスト 26. クーケラー 27. コクスアイデ 28. コルテマルク 29. コルトレイク 30. クールネ 31. ランゲルマルク＝プールカペッレ 32. レデゲム | 33. レンデルエーデ 34. リフテルフェルデ 35. ローレニンゲ 36. メーネン 37. メセン 38. ミューレベーケ 39. ミッデルケルケ 40. モールスレーデ 41. ニーウポールト 42. オーステンデ 43. オーストカンプ 44. オーストローゼベーケ 45. アウデンブルグ 46. ピッテム 47. ポペリンゲ 48. ルーセラーレ 49. ロイセレデ 50. スピエーレ＝ヘルカイン 51. スターデン 52. ティールト 53. トルホウト 54. フールネ 55. フレーテレン 56. ワレヘム 57. ウェルヴィク 58. ウェフェルヘム 59. ウィールスベーケ 60. ウィンゲーネ 61. ゼデルヘム 62. ゾンネベーケ 63. ザイエンケルケ 64. ズウェーフェゲム |